# Jagdschloss Hohe Sonne

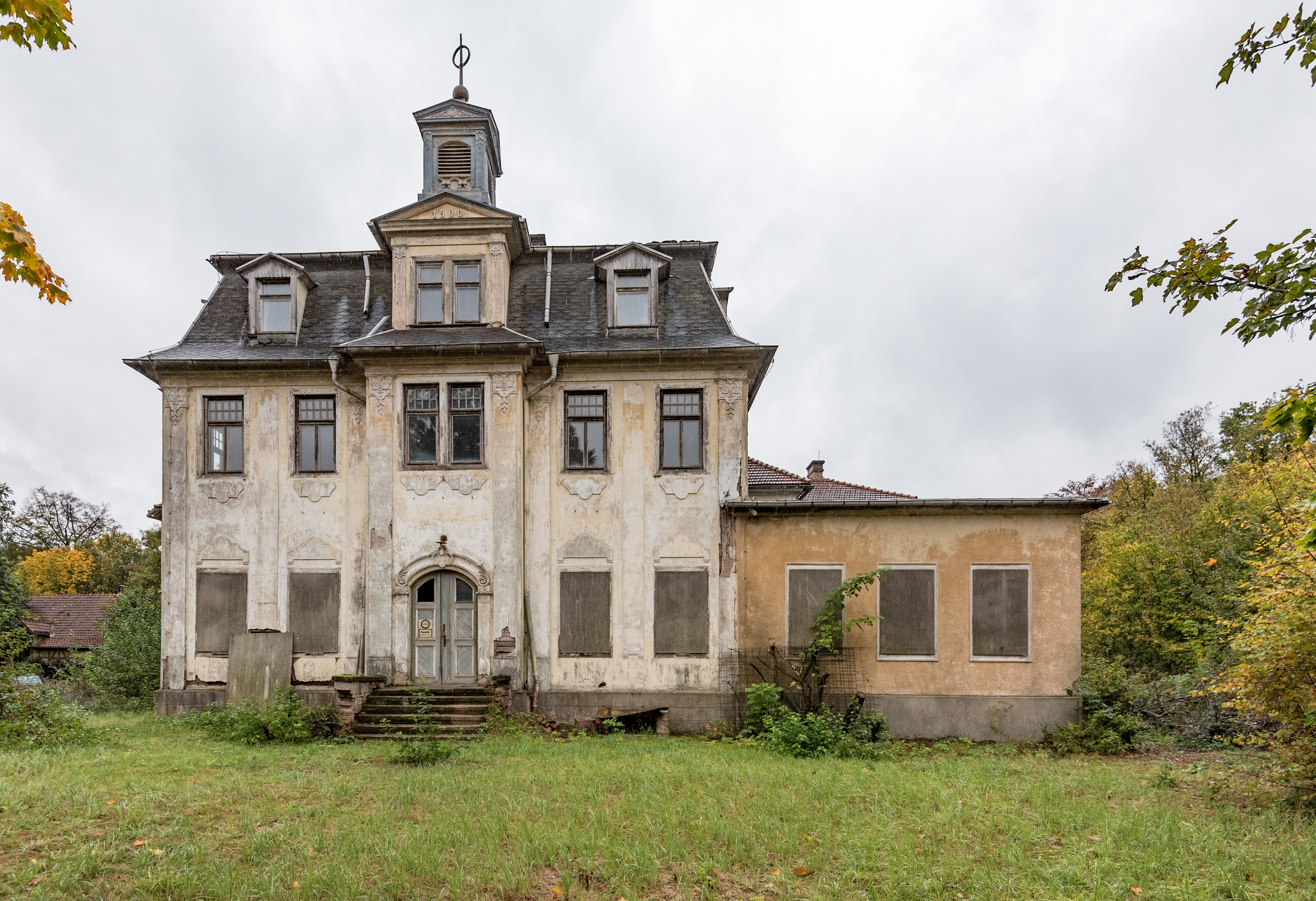
Jagdschloss Hohe Sonne Front, (2019)

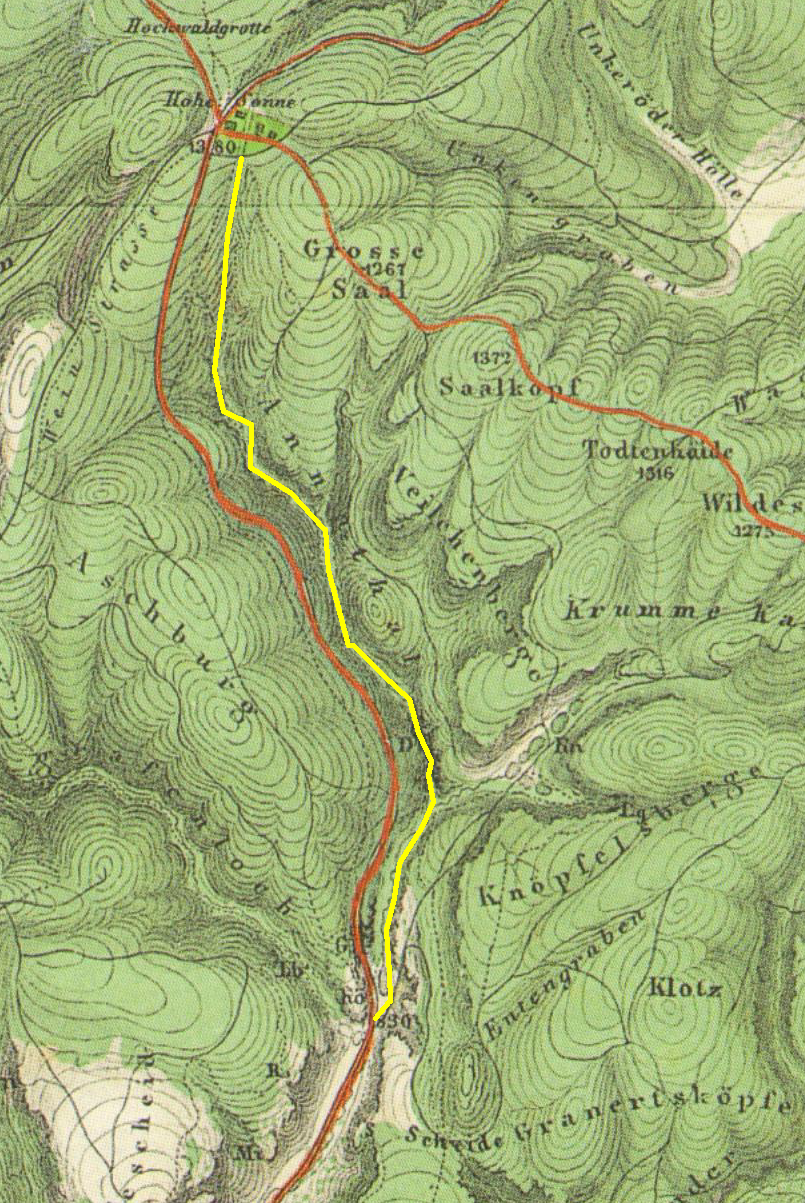
Kartenausschnitt des Gebietes der Hohen Sonne (um 1870)

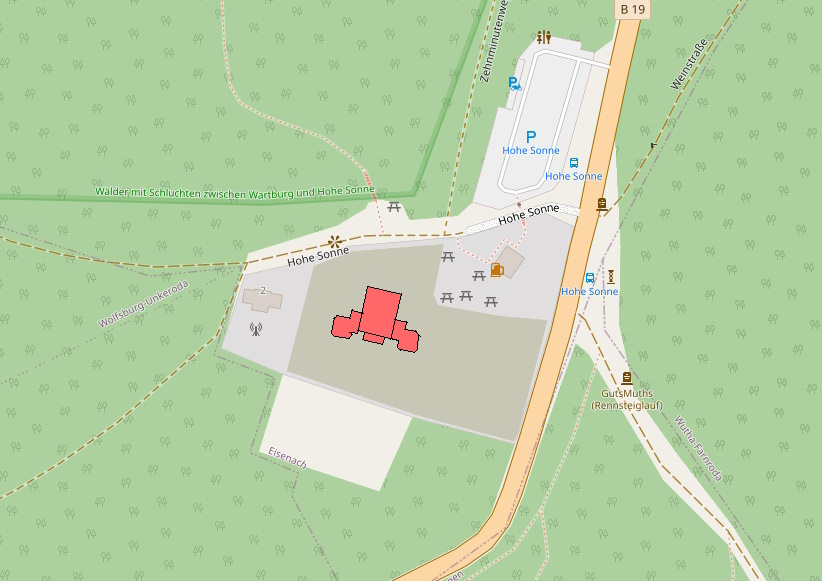
Lageplan ohne Nebengebäude, farbig (Open Street Map)

Das Jagdschloss Hohe Sonne war ein ehemaliger Gasthof am Rennsteig, etwa sechs Kilometer südlich von Eisenach, an der Bundesstraße 19 gelegen. Die 1899 im Stil des Neobarock zum Teil erneuerte bauliche Anlage ist im 1998 herausgegebenen Handbuch der deutschen Kunstdenkmäler gelistet und beschrieben. Als Einzeldenkmal, Teil der Sachgesamtheit Rennsteig und Zeuge der Geschichte des Tourismus in Thüringen bestand an der Erhaltung der originalen Substanz ein erhebliches öffentliches Interesse. Dennoch wurde das baufällige Gebäude im Mai 2025 abgerissen.

## Geschichte

### Anfänge als Tiergarten mit Jägerhaus am Rennsteig

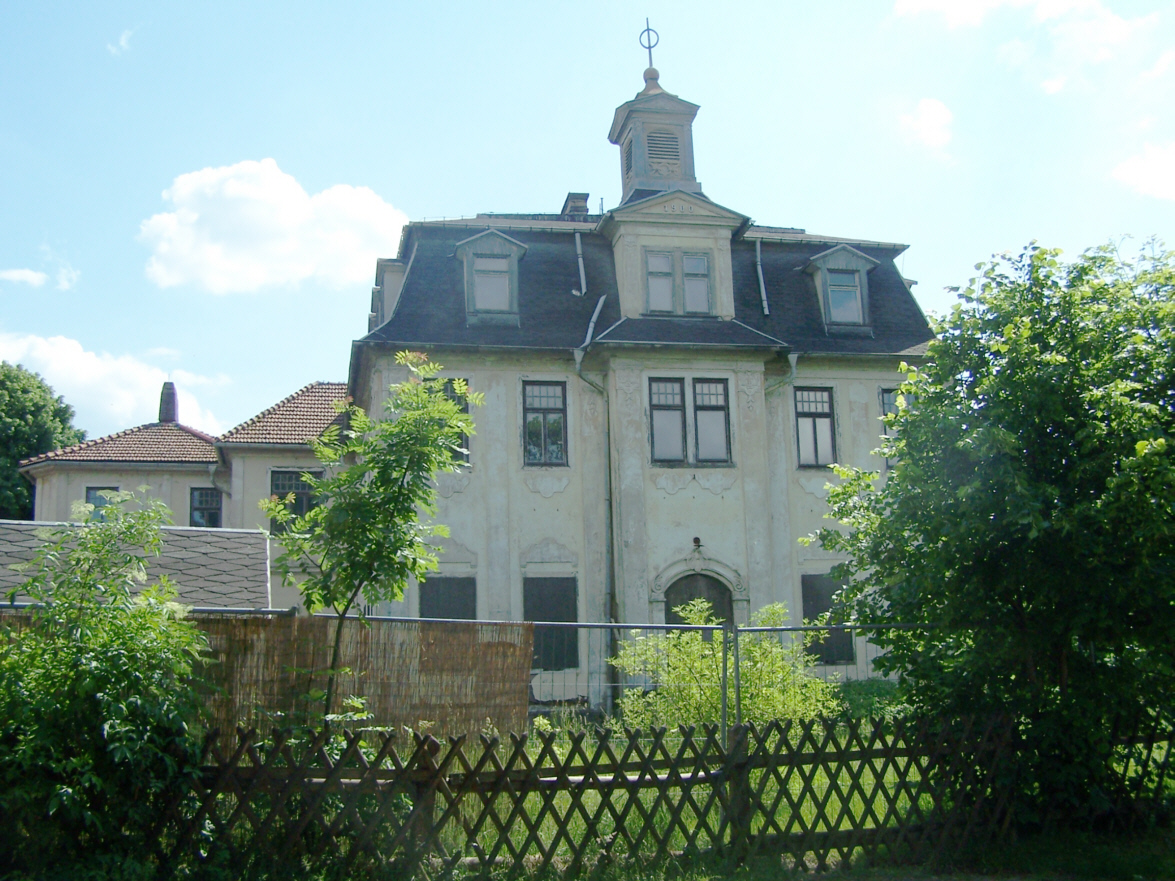
Ansicht der Hohen Sonne von Norden, 2008

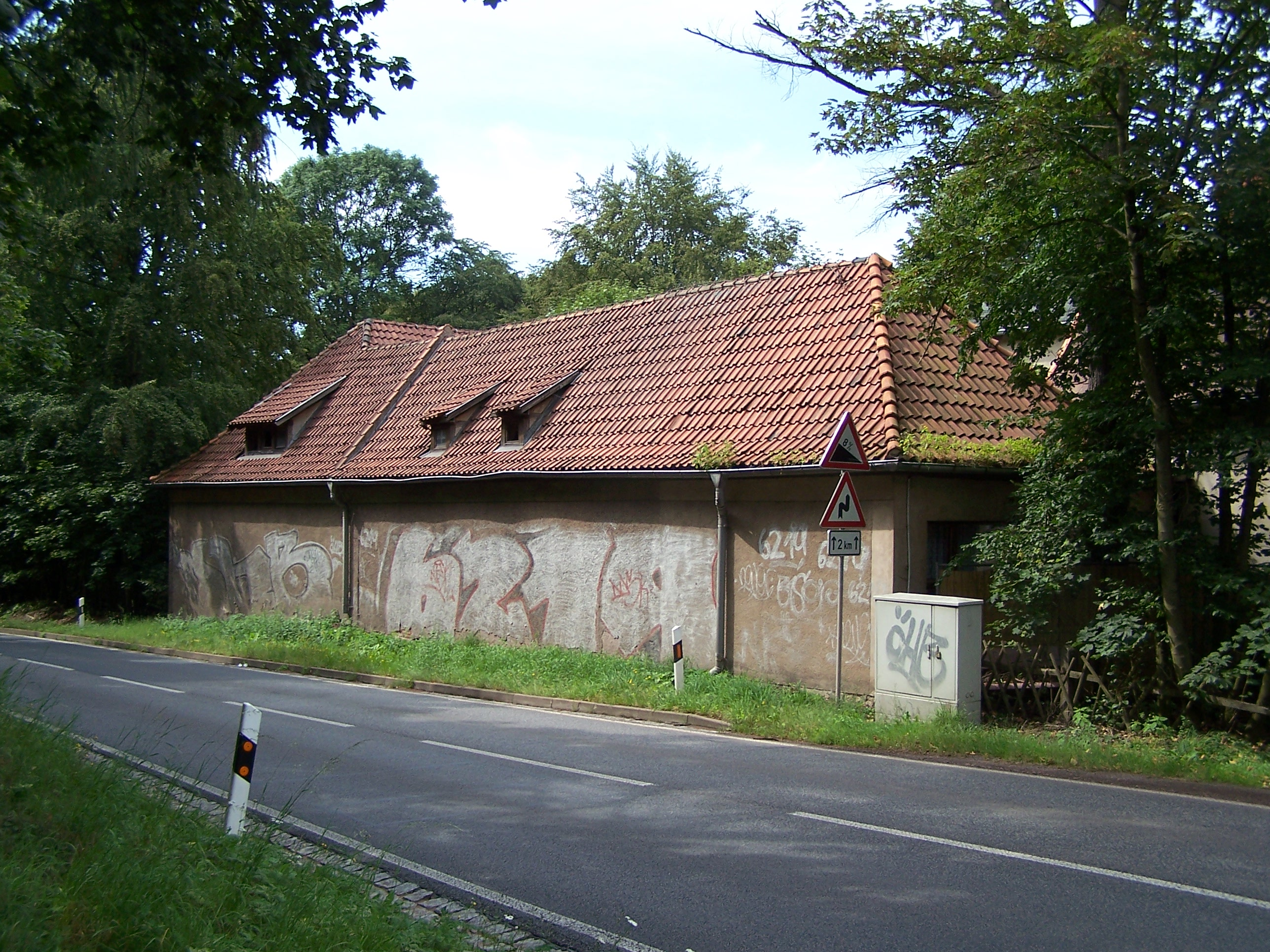
Abgerissene Nebengebäude am Rand der Anlage und der Straße nach Wilhelmsthal

Herzog Johann Wilhelm von Sachsen-Eisenach ließ als jagdliche Einrichtung einen großen Tiergarten anlegen, der sich vom Rennsteig in südliche Richtung durch den Wald über den Karthäuserberg bis herunter nach Wilhelmsthal zog. Ein Eingang zu diesem Tiergarten befand sich an der Stelle der heutigen Hohen Sonne. Zum Schutze des Tiergartens vor Wilderern wurde neben dem Tor das Jägerhaus errichtet. Der gewählte Platz lag schon damals sehr verkehrsgünstig an der Kreuzung mehrerer regional bedeutsamer Wege von Eisenach, Mosbach, Ruhla, Etterwinden, Eckardshausen und Wolfsburg-Unkeroda, der Nürnberger Straße (inzwischen Bundesstraße) und dem Rennsteig.
Das Haus wurde auch als Rastort genutzt und erhielt später die Schankgerechtigkeit unter dem Namen „Zur goldenen Füchsin“, es befindet sich heute fast unbeachtet an der Straße, die nach Wilhelmsthal herunterführt.

### Bau des Jagdschlosses 1741–1747 nach Planung von Gottfried H. Krohne
Im Jahr 1741 erbte Herzog Ernst August I. die westthüringischen Gebietsteile mit dem Zentrum um Eisenach. Der Herzog hatte zwei Leidenschaften – das Bauen von Schlössern und die Jagd. Im nahen Eltegrund, bei dem Forstort Winterhausen bestand bereits seit dem 16. Jahrhundert ein fürstliches Jagdhaus. Nun befahl der stets ungeduldige Herzog die Errichtung eines privaten Jagdschlosses am Forstort „Hohes Kreuz“ – unmittelbar auf dem Gebirgskamm am Rennsteig. Als Architekt wurde der Landesbaumeister Gottfried Heinrich Krohne gewonnen, die Stuckarbeiten erledigte der Weimarer Johann C. Michel dem ein italienischer Stuckateur Paolo Sotai zur Seite stand. Der Gebäudekomplex war um 1747 fertiggestellt und bestand neben dem Jagdschloss (mit Turm) aus zwei Pavillons, Stallgebäuden, Lagerräumen sowie einem Küchenhaus.
Das auf etwa 430 m Höhe befindliche Jagdschloss war somit der ideale Ausgangspunkt für ausgedehnte Vergnügungen in den fürstlichen Jagdgebieten in Westthüringen. Infolge übereilter und wahrscheinlich auch schlampiger Bauausführung bestand dieser Gebäudekomplex nur wenige Jahre. Als die Vorzüge der im nahen Eltetal schon befindlichen Schlossanlage Wilhelmsthal als Sommerresidenz erkennbar wurden, war das weitere Schicksal des Jagdhauses Hohe Sonne besiegelt, es wurde veräußert (oder verpachtet) und diente fortan als Rasthaus und Nachtquartier für die Reisenden.
Ab 1777 besuchte Goethe mehrfach die Gegend und war von den landschaftlichen Reizen begeistert. Nachdem die mehr und mehr baufällig gewordenen Nebengebäude um 1800 nach und nach abgebrochen wurden, blieb von dem ursprünglichen Bau nur die schützende Umfassungsmauer, das Jägerhaus und eine Remise erhalten. Der Forstort gehörte noch vor dem Ersten Weltkrieg zur Gemeinde Mosbach, der umgebende Wald war dagegen zum größeren Teil großherzoglicher Besitz, dann Staatswald. Auch gegenwärtig stoßen genau am Schloss die Gemarkungen von Eisenach (im Norden), Mosbach (im Osten) Eckardtshausen (Süden) und Wolfsburg-Unkeroda (Westen) aufeinander.

### Die Freitagsgesellschaft auf der Hohen Sonne und weitere Nutzungen

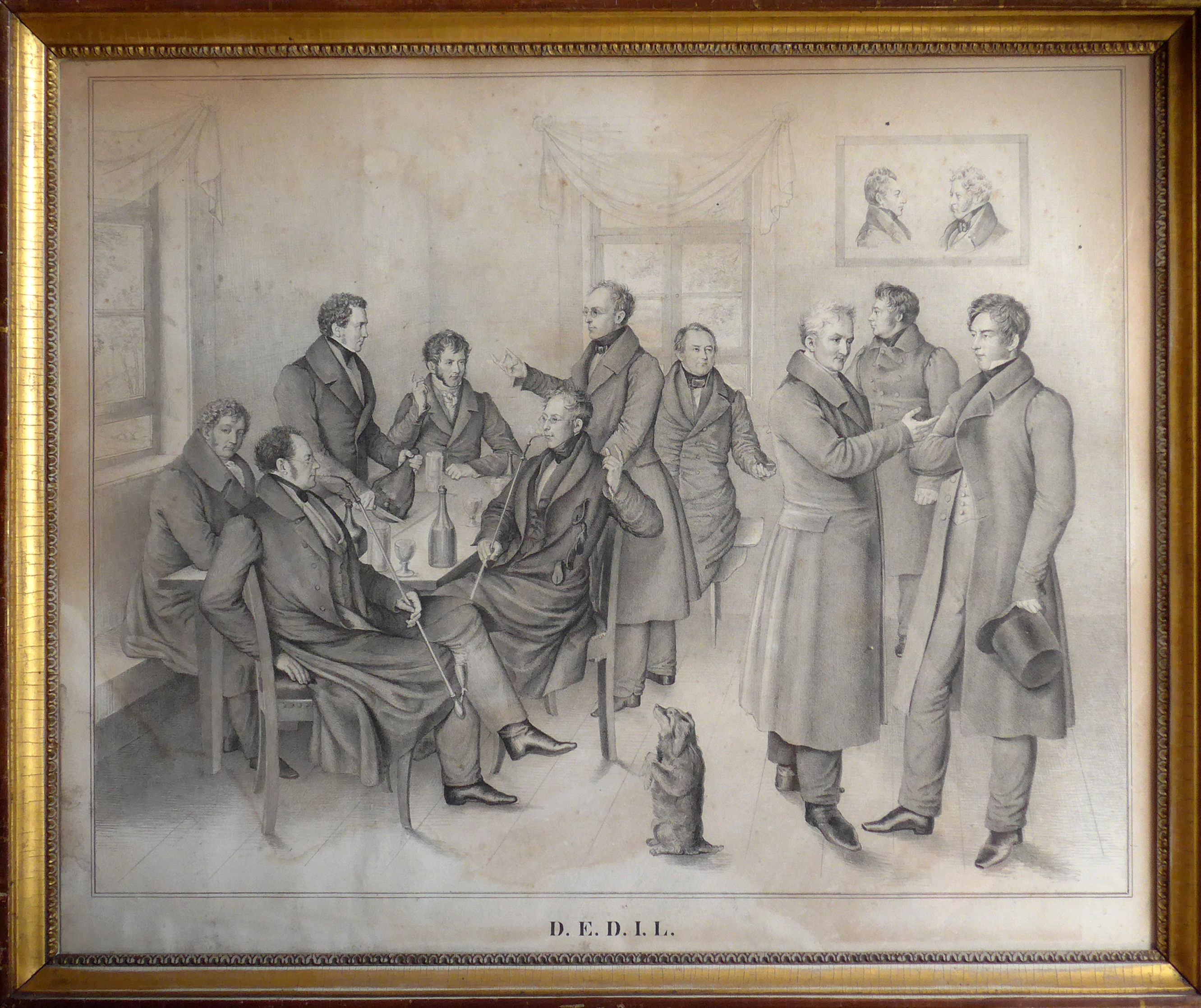
Die Freitagsgesellschaft auf der Hohen Sonne, Kupferstich, frühes 19. Jahrhundert

Zu Beginn des 19. Jahrhunderts traf sich auf der Hohen Sonne regelmäßig freitags die Eisenacher „Freitagsgesellschaft“, ein Zusammenschluss von Eisenacher Honoratioren. Ihr Wahlspruch war das Horaz-Zitat „D.E.D.I.L.“ („Dulce est desipere in loco“, was soviel heißt wie „Angenehm ist es, in passender Situation ein Narr zu sein“). Aus der Legende des hier abgebildeten Kupferstichs erfährt man, wer auf dem Bild dargestellt ist. Es handelt sich von links nach rechts gesehen um den Fürstlichen Thurn- und Taxischen Poststallmeister Jungherr, den Landesdirektionsrat Oettelt, den Oberrentmeister Voigt mit Hund, den Geheimen Regierungsrat Heerwart, den Rathsassessor und Buchdruckereibesitzer F. von Goeckel, den Großherzoglich Sachsen-Weimar-Eisenachischen Baurath und Ziegeleibesitzer Johann Wilhelm Sältzer, den Rath und späteren Bürgermeister von Eisenach Carl Christian Wilhelm May, einen Gast namens Louis Teysson, den Professor Müller und den Fabrikherrn Karl Eichel.
Neben dem eigentlichen Schlossgebäude, einem relativ kleinen, dreigeschossigen Haupthaus mit Mansarddach, berichten die zeitgenössischen Schilderungen und Abbildungen auch über Wirtschaftsgebäude, Stallungen und Unterkünfte für das Gesinde. Die meisten dieser Gebäude waren als Fachwerkgebäude mit außen vorgeblendeter Bretterverschalung – zum Wetter- und Regenschutz – entstanden. Umgeben war die ganze Anlage von einer sonnigen Wiese und noch in Teilen erhaltenen Steinmauer mit Zugangstoren. Ein kleiner Turm mit aufmontierter, vergoldeter Sonne diente als Wahrzeichen und Landmarke, sie war von umliegenden Bergen und von der Wartburg gut zu erkennen. Um die nahe Wartburg besser erlebbar zu machen, wurde schon im 19. Jahrhundert eine breite Sichtschneise angelegt. Im Jahr 1886 wurde die Wartburg-Wasserleitung erbaut, damit erhielt die Hohe Sonne erstmals eine Trinkwasserversorgung.

### Hotel Hohe Sonne

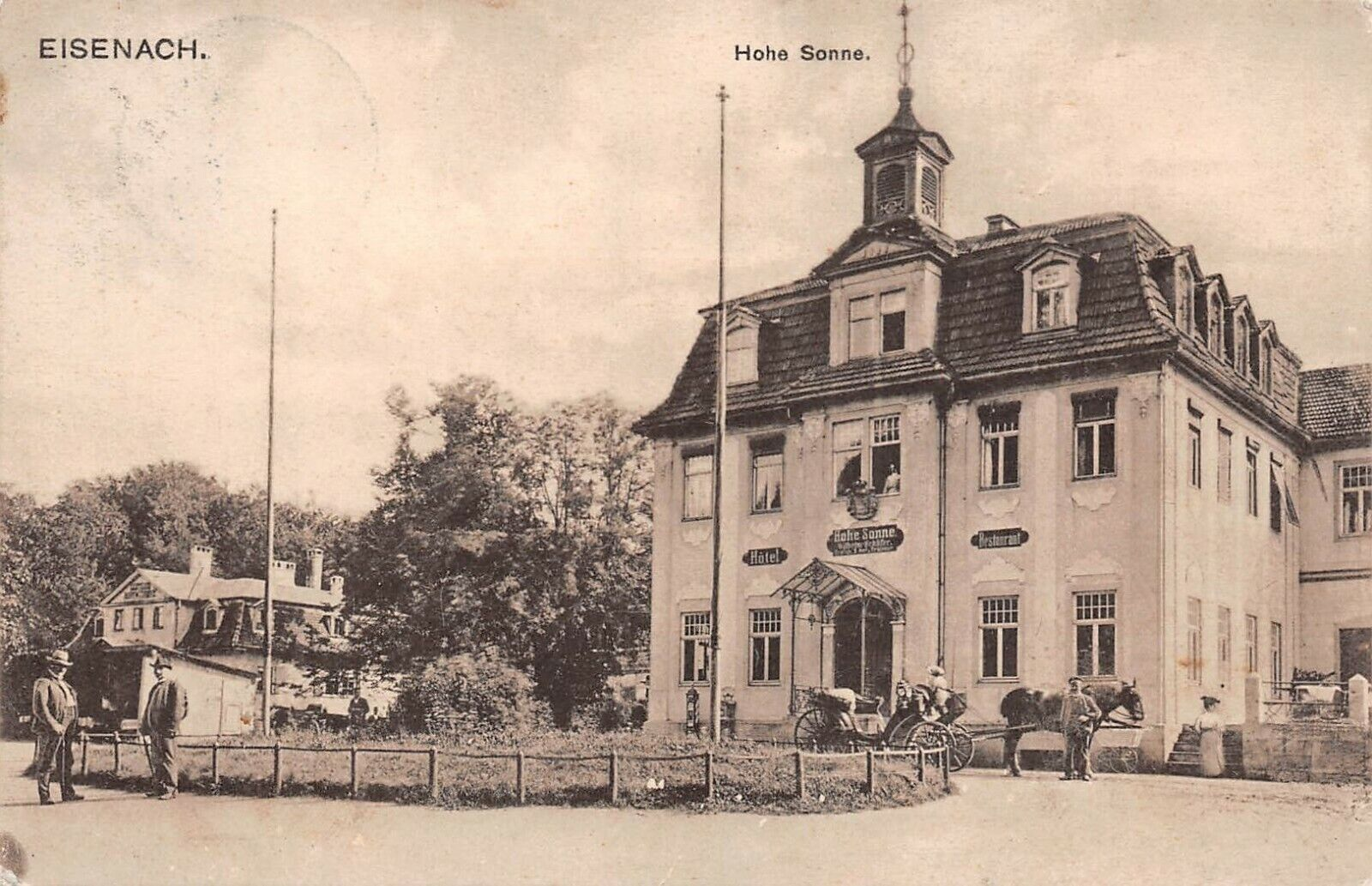
Postkarte „Hotel Restaurant Hohe Sonne“ (1910)

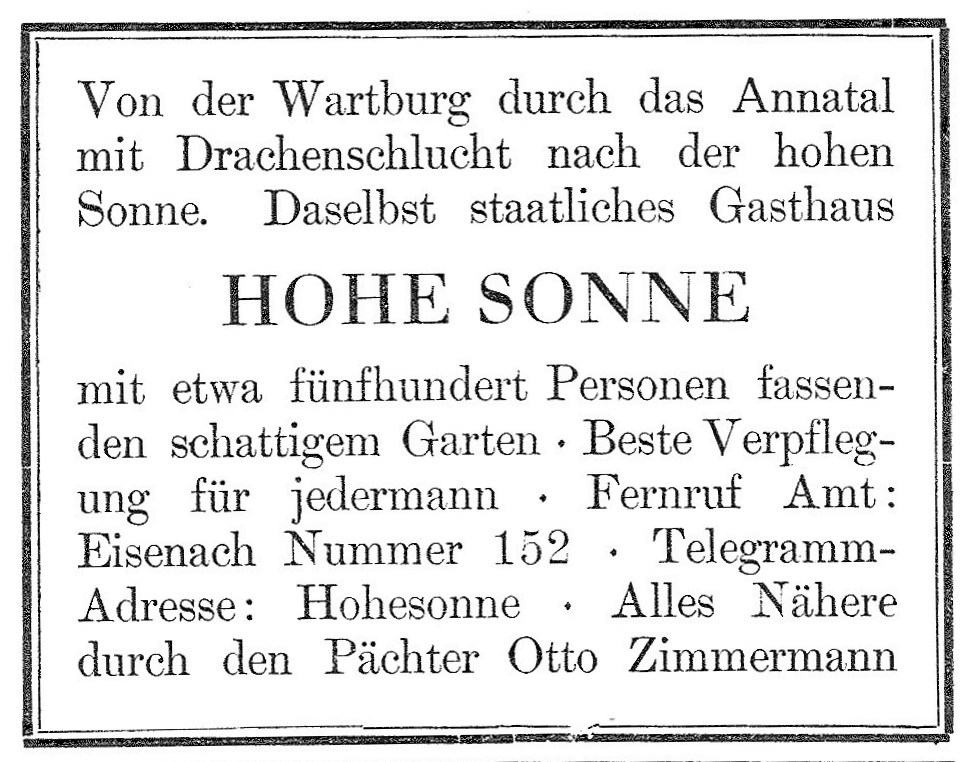
Eine Werbung für das „Gasthaus Hohe Sonne“ (1927)

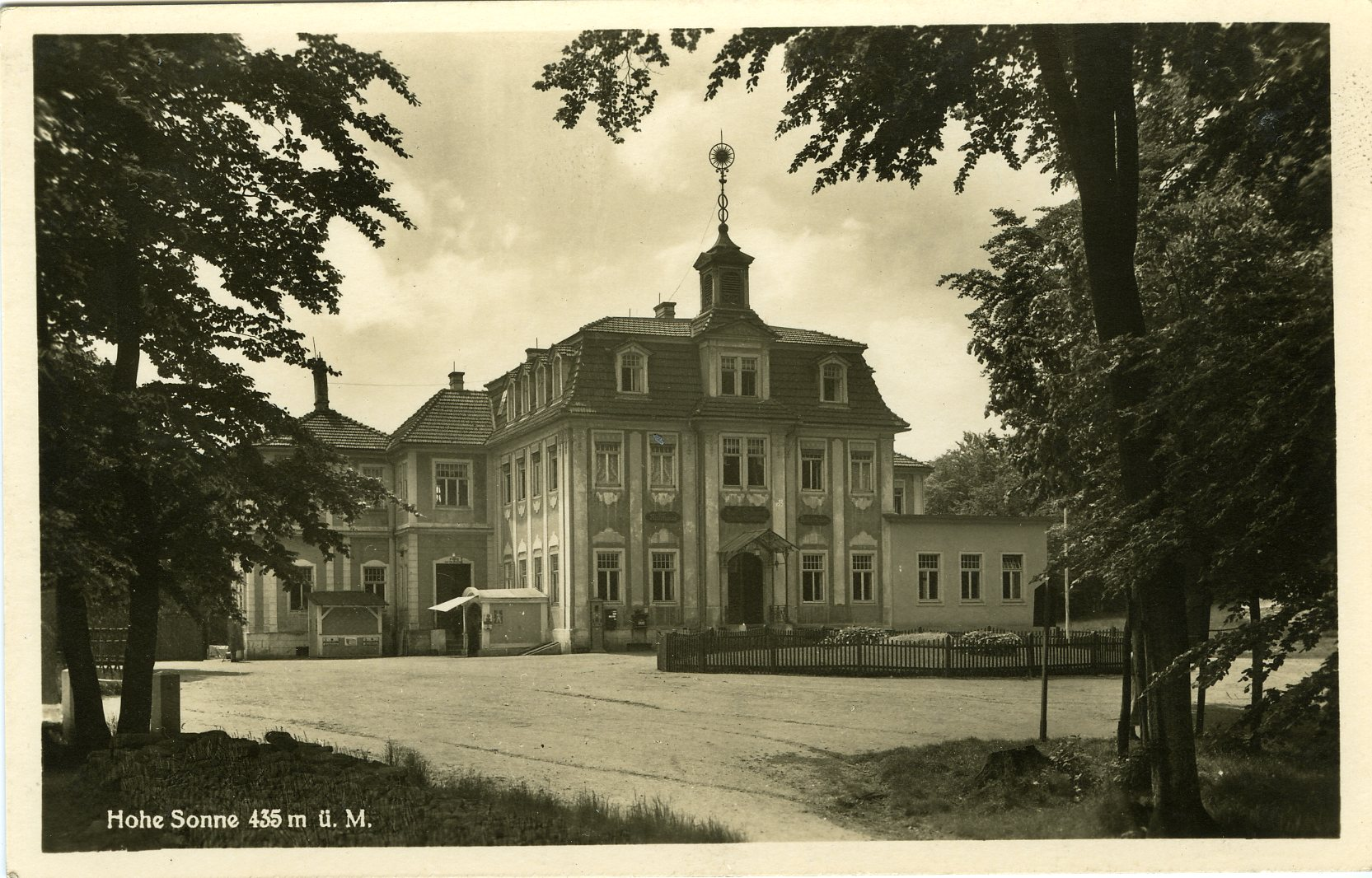
Hotel-Restaurant Hohe Sonne (um 1960)

Das „Jagdschloss Hohe Sonne“ wurde als Hotel geplant und beantragt. Der Bau war offenbar ein Präzedenzfall, er bedurfte einer gesonderten Baugenehmigung, die auch Gegenstand einer Landtagsdebatte des Großherzogtums Sachsen-Weimar-Eisenach war. Mit der Grundsteinlegung am 22. Juli 1899 wurde auf der Hohen Sonne gebaut. Dabei wurde auch der noch verbliebene Pavillon (Chausseewärterhäuschen) abgerissen. Im Zentrum des Plateaus entstand der Hotel- und Schlossneubau in neobarocken, dem historischen Gestaltung nachempfundenen Formen. Architekt war der Weimarer Baurat Carl Reichenbecher, als örtlicher Bauleiter arbeitete der erfahrene Bauinspektor Karl Dittmar aus Eisenach. „Die Pläne zum Bau sind nach Maßgabe derjenigen eines im vorigen Jahrhundert daselbst befindlichen, später abgebrochenen Jagdschlosses ausgefertigt worden, welches an derselben Stelle gestanden hat.“ Das Hotel erhielt zunächst 20 Hotelzimmer. Der Transport der Gäste und aller Materialien erfolgte noch mit Pferdefuhrwerken. Geschäftstüchtige Landwirte boten sogar im Winter mehrstündige Pferdeschlittenfahrten vom Eisenacher Bahnhof über Pflugensberg, Weinstraße und Rennsteig an. Seit dieser Zeit wurde die Hohe Sonne intensiv als Ausflugsort und Hotel genutzt.

### Tourismus im 20. Jahrhundert und Schließung 1985
In den Jahren 1923, 1928 und zuletzt 1933 bis 1934 erfolgten erste Sanierungen und größere Umbauten. Das Hotel wurde Ausgangspunkt für Wanderungen auf dem Rennsteig und in die Drachenschlucht.
Zu DDR-Zeiten, als das Betreten des Grenzgebietes nicht möglich war, begannen hier alle Rennsteigwanderungen sowie bis 2001 der GutsMuths-Rennsteiglauf. Weiterhin endet hier der vom Edersee kommende Lulluspfad. Seit 1956 wurde das Hotel vom staatlichen Handelsbetrieb HO geführt. Die letzte große Bausanierung erfolgte in den Jahren 1971 bis 1973. Im Jahr 1985 wurde die Hohe Sonne geschlossen. Als provisorische Versorgung für die Wanderer wurden vom Staatlichen Forstbetrieb Eisenach Blockhütten am Parkplatz errichtet und ein Imbiss eröffnet. Dieses Provisorium bestand über 30 Jahre.

### Verfall und Abbruch
Die ursprünglich staatlichen Grundstücke und Gebäude wurden nach 1990 – offenbar ohne Erhaltungs- und Sanierungsauflagen – an Privatpersonen verkauft. Appelle von Bürgerinitiativen, Vereinen und der Stadtverwaltung, den unter Denkmalschutz stehenden Bau zu retten, blieben bis 2012 folgenlos. Abgelehnt wurde das Ansinnen eines Schweizer Interessenten, das ehemalige Jagdschloss abzureißen und stattdessen einen postmodernen Bau aus Glas und Stahl zu errichten. 2012 gab es einen holländischen Investor, der die marode Anlage wieder herrichten und zu einer Wanderherberge machen wollte.
Am 20. November 2014 wurde das Gebäude vom Thüringischen Landesamt für Denkmalpflege als eines von sechzehn gefährdeten Schlösser Thüringens gelistet. 2016 stellte die Thüringer Staatskanzlei 150.000 € für Sofortmaßnahmen einer Gebäudesicherung bereit. Der Landtagsabgeordnete Raymond Walk forderte daraufhin die Stadt Eisenach, die als untere Denkmalschutzbehörde hierfür zuständig ist und zudem als Trägerin der Planungshoheit weitere Möglichkeiten einer Einflussmöglichkeit hat, auf, diese Sicherungsmaßnahmen umzusetzen. Dieses unterblieb jedoch. Im Jahre 2019 erwarb ein Unternehmen aus Unterbreizbach die Gebäude. Der Abriss der Nebengebäude „Kleine Sonne“ und Marstall begann im Oktober 2020, danach auch die Sicherung des Hauptgebäudes. Anstelle der abgerissenen Gebäude wurde die Errichtung einer Wanderherberge mit Gastronomie vorgesehen. Nach Plänen des Eisenacher Architekten Salzmann war später die Sanierung des denkmalgeschützten Hauptgebäudes und die Wiedereröffnung als Hotel angedacht. Unterstützer fand das Projekt der Einrichtung einer Wanderherberge bei Erhalt des neobarocken Hotels dabei auch in dem Thüringer Landeskonservator Holger Reinhardt, sowie dem Thüringer Ministerpräsidenten Bodo Ramelow.
Entgegen der 2020 getätigten Ankündigungen gewährte der Freistaat Thüringen im Sommer 2022 1,7 Millionen Euro Fördermittel für ein Vier-Sterne-Hotel mit 28 Zimmern und einem Wellnessbereich mit Pool und Sauna neben dem ruinösen Jagdschloss. Dessen Zukunft blieb damit weiterhin unklar. Noch am 29. August 2022 teilte Katja Wolf, seit 2012 Oberbürgermeisterin, zur Zukunft des denkmalgeschützten ehemaligen Hotels mit: „Ein Abriss des Schlosses, über den aktuell in der Bevölkerung spekuliert wird, steht nicht zur Debatte.“. Der Eigentümer war jedoch, trotz Millionenförderung, von der Stadt nicht verpflichtet worden, das Kulturdenkmal zu erhalten und zu sanieren. Im Februar 2024 wurde der Abriss des Gebäudes behördlich genehmigt. Die Eigentümer ließen den historischen Dachreiter entfernen, um ihn sicherzustellen und beim Neubau wiederzuverwenden. Mitte Mai 2025 wurde das Bauwerk abgerissen.

## Architektur
Das 1899 errichtete Gebäude bestand aus einem zweigeschossigen Mittelbau mit hohem Mansarddach, der südlich (parkseitig) mit zwei punktsymmestrischen, einfach bedachten Seitenpavillons mit abgeschrägten Ecken verbunden war. Der Hauptzugang an der Nordseite bestand aus einem segmentbogenförmig geschlossenen Hauptportal innerhalb eines leicht hervortretenden Mittelrisaliten. Links und rechts neben dem Risaliten befanden sich je zwei Fensterachsen. Über dem Eingang war ein doppelt gekoppeltes Fenster angeordnet. In der Dachzone darüber bestand ein mit Dreiecksgiebel bekröntes Zwerchhaus und darüber ein turmartiger Dachreiter mit Schallöffnungen, der offenbar als Glockenturm diente. Seitlich stand der Hauptbau je vier Fensterachsen breit vor den seitlichen Anbauten hervor. Die frühere Symmetrie der parkseitigen Ansicht war zuletzt durch einen zweigeschossigen weiteren Anbau an der Südseite gestört.
Die Außenwände bestanden aus verputztem Fachwerk und waren mit reichen, neobarocken Stuckdekorationen versehen, darunter Lisenen mit Kapitelldekorationen, Brüstungsornamenten und Stuckdekor über den Fenstern.